# Naihanchi

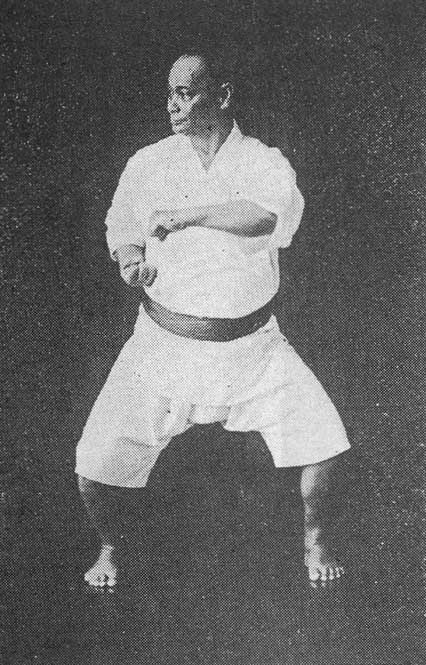
Motobu Chōki zeigt Naihanchi

Naihanchi (japanisch ナイハンチ) ist eine klassische Kata des Karate. Im Shotokan wird diese Kata Tekki (jap. 鉄騎, dt. eiserner Reiter) genannt.

## Name
Da die chinesischen Schriftzeichen dieser Kata nicht eindeutig überliefert sind und viele Kombinationen in Frage kommen, ist die genaue Bedeutung nicht mehr rekonstruierbar. Wahrscheinlich bedeutet der ursprüngliche Name Nai-han-chin seitwärts kämpfen, was auch durch das Schrittmuster plausibel erscheint.
Aus dieser ursprünglichen Lesart haben sich die Lesarten Naifanchi und Naihanchi entwickelt, wobei letztere sich gefestigt hat.
Itosu Ankō entwickelte aus dieser Kata die Naihanchi Shodan, Naihanchi Nidan und Naihanchi Sandan, die Funakoshi Gichin in Tekki (鉄騎 bzw. Eisenreiter) umbenannte.

## Varianten

### Naihanchin
Ursprünglich aus China kommend hat Ason die Nai-han-chin in Okinawa eingeführt.
Mit dem Grundkonzept des Kämpfens auf geringer Fläche entwickelte sich aus ihr die Fußstellung Naihanchi-dachi, bei der die Füße schulterbreit auseinandergestellt werden, die Fußspitzen nach innen zeigen, die Fersen nach außen zeigen und die Knie nach innen gedrückt werden.
Zu diesem Zeitpunkt bestand die Kata aus über 100 Bewegungen und hatte einen kriegerischen Schwerpunkt in der Kunst des Angriffs auf Vitalpunkte, Dianxue.
Diese Katavariante verlor sich und ist nicht ausreichend tradiert.

### Koshiki Naihanchi
Higaonna Kanryō (1853–1916) gründete mit der Koshiki Naihanchi seine Variante der Naihanchi und tradierte sie an Itosu Ankō weiter.

### Itosu Naihanchi
Spätestens Itosu Ankō teilte die Kata in drei Teile, nahm kämpferische Aspekte heraus um sie an Schulen besser unterrichten zu können und veränderte auch den Naihanchi-dachi in den Kiba-dachi, was die Atmung und Spannung der Kata grundlegend veränderte.
Das Wadō-Ryū, Kobayashi-Ryu, Matsubayashi-Ryu, Shotokan und Tang Soo Do üben diese Kata in leicht veränderter Form. Im Shotokan wird die Kata Tekki genannt.